# Уральская молния
Ледовый дворец «Уральская молния» — современный спортивный комплекс для организации соревнований по конькобежному спорту и организации тренировок спортсменов, расположенный в городе Челябинске. Архитекторы В. П. Ковалёв, А. А. Латышев, Ж. Ю. Чернева, инженер В. И. Брюкин.
Ледовый Дворец «Уральская молния» имени шестикратной олимпийской чемпионки Лидии Павловны Скобликовой введен в эксплуатацию 28 декабря 2004 года - открыт в 40-летний юбилей триумфального выступления конькобежки Л.И.Скобликовой, завоевавшей зимой 1964 г. на Олимпийских играх в г. Инсбрук (Австрия) все 4 медали высшей пробы  по дисциплине конькобежного спорта - 500 м, 1, 1,5 и 3,5 км соответственно. Вслед за крытым катком спортивного комплекса «Крылатское» г. Москвы, открытым в сентябре 2004 г. в России появилась вторая стандартная 400-метровая конькобежная дорожка с искусственным льдом под крышей.
Каток расположен на высоте 222 метра над уровнем моря, поэтому считается равнинным, но является самым высоким среди крытых конькобежных катков России, каток в Коломне находится на высоте 120 метров, каток в Крылатском на 80 метрах.
Дворец получил значительные повреждения в результате падения метеорита 15 февраля 2013 года.

## Технические данные
Площадь ледовой поверхности 10540 м². Имеются 2 незамерзающие зоны, в которых находятся секторы отдыха, смены обуви на коньки, буфет, функционирующий в периоды массового катания.
Внутри здания размещены 11 комфортабельных раздевальных помещений по 30-36 м² каждое (часть из них с душем и туалетом), кабинеты врача и допинг-контроля.
Встроенный в трибуны на 1600 зрителей судейский павильон, позволяет фиксировать результаты спортсменов с точностью до 0.001 секунды (хронометрическое оборудование «Омега»).
Информационный комплекс включает в себя комбинированное табло с видеоэкраном 4,5×6 м, позволяющим вести трансляцию фильмов, TV-передач, соревнований в режиме «On-line», демонстрацию видеоклипов и графическим экраном с текущим протоколом соревнований и другой текстовой информацией.
Система хладоснабжения катка «Уральская молния» предусматривает производство 2460кВт энергии охлаждения, 0,234кВт на 1кв.м. площади льда, что в 1,5 раза выше, чем на катках Москвы и Турина. Следовательно, за счет резерва мощностей каток имеет более высокие удельные возможности для поддержания параметров поля.

### Возможности использования
Здание Ледового Дворца имеет специализированное назначение: кроме занятий конькобежным спортом, здесь имеется возможность проводить тренировки хоккеистов, фигуристов, занятий кёрлингом, шорт-треком, а также для массового катания.
Вечернее время и выходные дни представлены жителям Челябинска и области под массовое катание, для чего Дворец располагает 600 парами коньков, защитного снаряжения и помощью квалифицированных инструкторов.
Ледовый дворец может принимать матчи по хоккею с мячом, также дворец является единственным спортивным сооружением в России который может принять хоккеистов по хоккею с мячом, но не имеет команду даже региональной федерации.

## Спортивные соревнования
- В марте 2005 года на челябинском льду прошёл 43-й чемпионат России по конькобежному спорту.
- В 2006 году — Первенство России среди юниоров.
- С 18 ноября по 20 ноября 2011 года, прошёл первый этап Кубка мира по конькобежному спорту в сезоне 2011/2012.[3]
- В 2015 году прошёл чемпионат Европы по конькобежному спорту[4]

## Рекорды ледовой дорожки

### Мужчины
| Дистанция    | Спортсмен           | Время    | Дата                 |
| 500 метров   | Дмитрий Лобков      | 34,79    | 25 марта 2011 года   |
| 1000 метров  | Штефан Гротхаус     | 1:08,49  | 20 ноября 2011 года  |
| 1500 метров  | Штефан Гротхаус     | 1:45,70  | 18 ноября 2011 года  |
| 3000 метров  | Анатолий Крашенинин | 3:54,10  | 26 августа 2006 года |
| 5000 метров  | Свен Крамер         | 6:17,32  | 10 января 2015 года  |
| 10000 метров | Свен Крамер         | 13:07,27 | 11 января 2015 года  |
| Сумма очков  | Свен Крамер         | 149,928  | 11 января 2015 года  |

### Женщины
| Дистанция   | Спортсмен         | Время   | Дата                |
| 500 метров  | Юй Цзин           | 37,65   | 19 ноября 2011 года |
| 1000 метров | Кристин Несбитт   | 1:15,97 | 20 ноября 2011 года |
| 1500 метров | Ирен Вюст         | 1:56,05 | 11 января 2015 года |
| 3000 метров | Мартина Сабликова | 4:05,23 | 10 января 2015 года |
| 5000 метров | Мартина Сабликова | 7:00,70 | 11 января 2015 года |
| Сумма очков | Ирен Вюст         | 161,734 | 11 января 2015 года |

## Сопутствующие помещения
В здании Ледового Дворца расположен музей конькобежного спорта, который является одним из двух в России (второй находится в Коломне).